# Jesús Huerta de Soto
Jesús Huerta de Soto (Madri, 1956) é um economista da escola austríaca e catedrático da economia política na Universidade Rey Juan Carlos de Madrid.

## Educação e Carreira
Huerta de Soto formou-se em economia em 1978 e fez o doutorado em economia em 1992, pela Universidade Complutense. Seu MBA em ciência atuarial é da Universidade de Stanford, 1985. Em 2000, ele se tornou professor titular de Economia Política na Universidade Rey Juan Carlos em Madrid. Desde 2007, é diretor do Mestrado em Economia da Áustria, Master Economía de la Escuela Austríaca, da Universidade Rey Juan Carlos.
Huerta de Soto foi editor de sete volumes da versão em espanhol de The Collected Works of F.A. Hayek da University of Chicago Press. Nessa função, ele foi responsável por bibliografias, notas de rodapé, introduções e contratação de tradutores. Ele é membro do conselho editorial de New Perspectives on Political Economy e do conselho editorial consultivo do Journal of Markets and Morality. Huerta de Soto é membro sênior do Ludwig von Mises Institute e faz parte do conselho editorial do Quarterly Journal of Austrian Economics. Anteriormente, ele foi curador do Instituto de Estudos Avançados de Madrid (IMDEA) em ciências sociais e foi vice-presidente e diretor da Sociedade Mont Pelerin de 2000 a 2004.

## Visões Econômicas

### Liberalismo Clássico
Um anarcocapitalista, Huerta argumenta que o liberalismo clássico e seus ideais são teoréticamente impossíveis; ele também ressalta que os liberais clássicos falharam em limitar o tamanho do estado.

### Teoria Geral do Equilíbrio
O economista Leland B. Yeager afirma que de Soto despreza a teoria do equilíbrio geral, citando uma passagem em que Soto se refere à "análise perniciosa" do equilíbrio de preços na "interseção de curvas misteriosas ou funções sem qualquer existência real ... mesmo nas mentes dos atores envolvidos. "

### Teoria Austríaca dos Ciclos Econômicos e sistema bancário de reserva 100%
Huerta de Soto defende o sistema bancário de reserva total, um sistema em que requisitos de 100% reserva por parte dos bancos impediriam qualquer expansão do crédito.
Em 2006, Huerta de Soto escreveu um livro de 876 páginas sobre o assunto, publicado em inglês pelo Mises Institute como Money, Bank Credit, and Economic Cycles.  Samuel Gregg revisou o livro dizendo que "a extensão deste texto exigirá muito tempo e concentração dos leitores que desejam absorver totalmente seus insights. Certamente há um elemento de repetição em diferentes pontos. Isso tende, no entanto, a refletir a determinação de De Soto em demonstrar que as dimensões moral, legal e econômica do dinheiro, crédito e sistema bancário não podem ser artificialmente separadas umas das outras sem o risco de perda de uma compreensão sólida do assunto. " Na revista New Perspectives on Political Economy, Ludwig van den Hauwe sugeriu que "mesmo embora possa ser difícil neste momento avaliar de maneira precisa o efeito que o livro terá sobre a profissão de economista em geral, não pode haver dúvida de que o livro está destinado a se tornar um clássico, tanto em virtude dos assuntos que são tratados, quanto em virtude da maneira como são tratados: de forma completa e com autoridade." 
A resenha de Larry J. Sechrest do livro de Huerta de Soto, também publicado pelo Mises Institute, afirmou que o autor tentou fornecer "prova final e decisiva" de que o sistema de reservas fracionárias é incompatível com os direitos de propriedade privada, moralidade e uma economia estável. Sechrest escreveu que, embora Huerta de Soto tenha apresentado uma investigação meticulosa da teoria jurídica, história bancária, ciclos econômicos e doutrina teológica medieval, grande parte dela é irrelevante para a tese do livro. Sechrest conclui "Acima de tudo, Huerta de Soto se recusa a sequer considerar a possibilidade de que os clientes dos bancos possam estar bastante dispostos a enfrentar alguma exposição ao risco em troca dos benefícios que os bancos de 100 por cento de reserva são incapazes de fornecer" e acredita que "qualquer desvio do sistema de reserva 100 por cento é automaticamente considerado evidência de fraude por parte dos banqueiros, mesmo quando não há dados claros sobre os detalhes das relações contratuais negociadas pelos depositantes." 
Em seu capítulo sobre "Tentativas de justificar legalmente o banco de reservas fracionárias", Huerta de Soto considera a possibilidade "de um determinado grupo de clientes bancários (ou, a título de argumento, todos eles) celebrar um contrato de depósito com conhecimento e aceitação plena que os bancos vão investir (ou emprestar, etc.) grande parte do dinheiro que depositarem ". Nesse caso, argumenta Huerta de Soto, "a suposta autorização dos depositantes carece de validade jurídica" porque poucos leigos entendem a instabilidade inerente ao sistema bancário de reservas fracionárias: acreditam que seu depósito está garantido, o que Huerta de Soto considera um (quase universal) equívoco. Como evidência dos verdadeiros desejos dos depositantes, ele cita os distúrbios que resultaram quando os bancos suspenderam os pagamentos durante a grande depressão argentina de 1998-2002.

### Dinheiro e Sistema Bancário
André Azevedo Alves e José Moreira afirmam que Huerta de Soto escreveu a “análise mais completa e integrada das teorias da banca” da Escola de Salamanca.

## Recepção
Em uma resenha para o Mises Institute's Review of Austrian Economics, o Institute Associate Scholar Leland B. Yeager chamou o livro de "o tratamento mais completo impresso das idéias austríacas sobre o setor bancário e o ciclo de negócios". Ron Paul, membro sênior do Mises Institute e ex-representante dos Estados Unidos, endossou a visão de Huerta de Soto de que o banco de reservas fracionárias é a causa da instabilidade financeira. Uma revisão do Instituto de Assuntos Econômicos descreveu a Teoria da Eficiência Dinâmica como "uma nova compilação importante no campo da economia austríaca" e chamou Huerta de Soto de "um importante estudioso espanhol".

## HonrariaHonoris Causa
- Universidad Francisco Marroquín (2009)[28]
- Alexandru Ioan Cuza University (2010) [29]
- Finance University under the Government of the Russian Federation (2011) [30]

## Livros
- Planes de pensiones privados.
- Lecturas de economía política, ed. (3 vols).
- Socialismo, cálculo econômico e função empresarial.
- Estudios de economía política.
- Moeda, Crédito Bancário e Ciclos Econômicos.
- A escola austríaca.
- Nuevos estudios de economía política.